# Wolfgang Ketterle
Wolfgang Ketterle (* 21. říjen 1957, Heidelberg, Německo) je německý fyzik a profesor fyziky na Massachusettském technologickém institutu (MIT). V roce 2001 dostal spolu s Ericem Allinem Cornellem a Carlem Edwinem Wiemanem Nobelovu cenu za fyziku za experimentální důkaz existence Bose-Einsteinova kondenzátu ve zředěných plynech alkalických atomů a za základní výzkum kondenzátů. Ketterle je také známý pro svůj výzkum chlazení atomů na teploty blízké absolutní nule.